# Olimpia Bida
Olimpia Bida, in ucraino Оли́мпия Би́да?, Olympija Byda, al secolo Ol'ha, in ucraino Ольга? (Cebliv, 1903 – Charsk, 28 gennaio 1952), è stata una religiosa ucraina della congregazione greco-cattolica delle suore di San Giuseppe; è tra i 25 martiri dell'Ucraina proclamati beati da papa Giovanni Paolo II nel 2001.

## Biografia
Nacque nel 1903 a Cebliv, un villaggio nei pressi di Leopoli; divenne suora entrando nella Congregazione di San Giuseppe, assumendo il nome di Olimpia e lavorando come catechista, maestra delle novizie e assistendo malati e anziani.
Dal 1945, durante la persecuzione comunista, in qualità di superiora del convento di Kheriv Olimpia fu soggetta a diversi controlli repressivi operati dal regime; venne infine arrestata nel 1950 o 51, assieme ad un'altra consorella, mentre accompagnava un funerale (per "attività antisovietica"). Venne deportata a Charsk, in Siberia (oblast' di Tomsk), dove continuò a svolgere il suo ruolo organizzando, assieme ad altre religiose, gruppi di preghiera e di supporto ai prigionieri; ivi morì nel 1952, per stenti e mancanza di cure mediche.
Venne beatificata il 27 giugno 2001 da papa Giovanni Paolo II a Leopoli, assieme ad altri ventiquattro martiri del comunismo. La memoria è il 28 gennaio.